# 北海道道640号中愛別上川線

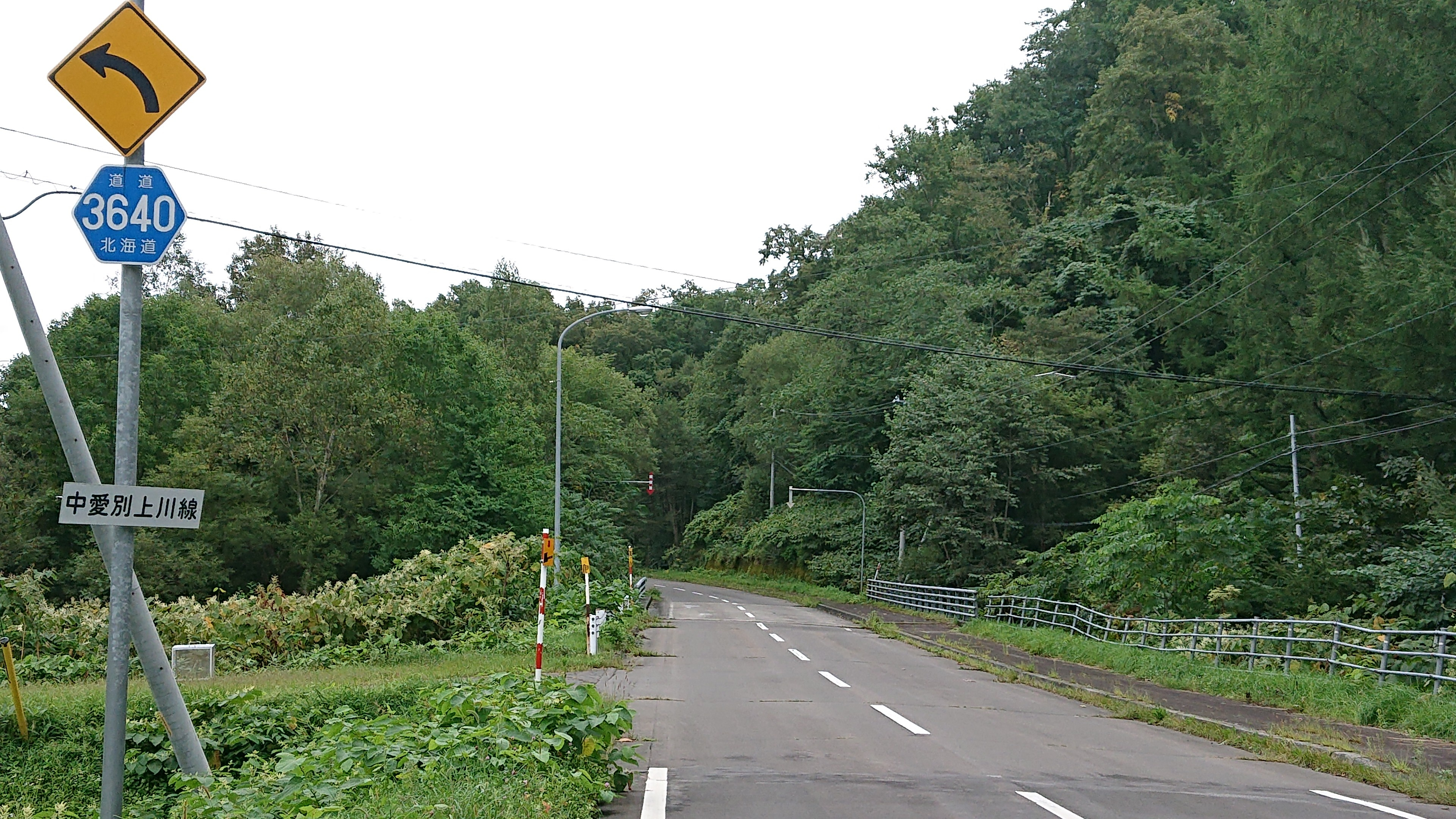
北海道道640号中愛別上川線

北海道道640号中愛別上川線（ほっかいどうどう640ごう なかあいべつかみかわせん）は、北海道上川郡愛別町と上川町を結ぶ一般道道（北海道道）である。

## 概要
愛別町から上川町中心部・遠軽町・紋別市方面への裏道として利用されることが多い。愛別町中愛別で国道39号から分岐し、越路峠（標高393m）を抜けて上川町中心部に入る。

### 路線データ
- 起点：北海道上川郡愛別町字中央（国道39号交点）
- 終点：北海道上川郡上川町新町（北海道道300号上川停車場線交点）
- 路線延長：11.5km（実延長）

## 歴史
囚人が道路建設に携わったことで有名な北見道路（中央道路）が起源とされている。
- 1969年（昭和44年）6月18日 路線認定[1]。
- 2004年（平成16年） 上川停車場線経路変更に伴い、終点を花園町から新町に変更。

## 路線状況

### 主な峠
- 越路峠＝上川町字越路

## 地理

### 通過する自治体
- 上川総合振興局
  - 上川郡愛別町
  - 上川郡上川町

### 交差する道路
愛別町
- 国道39号 - 中央（起点）

上川町
- 北海道道223号愛山渓上川線 - 越路
- 北海道道300号上川停車場線 - 新町（終点）

### 沿線にある施設など
上川町
- 上川公園 - 字越路
- 北海道上川高等学校 - 東町148
- 上川町立上川小学校 - 新町
- 上川中央農協上川支所 - 北町189